# Bibi és Tina III. – Lányok a fiúk ellen
A Bibi és Tina – Lányok a fiúk ellen (eredeti cím: Bibi & Tina: Mädchen gegen Jungs) 2016-ban bemutatott német film, amely valós díszletek között készült élőszereplős változata a Bibi és Tina című animációs sorozatnak, Agi Dawaachu ötlete nyomán. A rendezője Detlev Buck, a producerei Detlev Buck, Christoph Daniel, Marc Schmidheiny és Sonja Schmitt, a forgatókönyvírója Bettina Börgerding, a zeneszerzői Ulf Leo Sommer, Daniel Faust és Peter Plate. A főszerepekben Lina Larissa Strahl és Lisa-Marie Koroll láthatóak. A film a DCM Productions, a Boje Buck Produktion, a Kiddinx Entertainment és a Zweites Deutsches Fernsehen gyártásában készült, a DCM Film Distribution forgalmazásában jelent meg. Műfaját tekintve családi kalandfilm. Németországban 2016. január 21-én mutatták be, Magyarországon 2018. február 10-én mutatta be az M2.

## Cselekmény
Falkensteinbe érkeznek a fővárosi testvériskola diákjai, hogy együtt táborozzanak a helyi gyerekekkel. A fiúk-lányok közötti konfliktus hamar kialakul, Alexnek is választania kell Tina és az új haverjai között. A városi fiúk mindent megtesznek a győzelemért, még az erdő is felgyullad, hogy végül ismét kimondhassuk a nagy igazságot: nincs különbség fiúk és lányok között, és a szerelem mindent legyőz.

## Szereplők
| Szereplő                  | Színész             | Magyar hang     |
| ------------------------- | ------------------- | --------------- |
| Bibi Blocksberg           | Lina Larissa Strahl | Pekár Adrienn   |
| Tina Martin               | Lisa-Marie Koroll   | Lamboni Anna    |
| Alexander von Falkenstein | Louis Held          | Jéger Zsombor   |
| Falko von Falkenstein     | Michael Maertens    | Kerekes József  |
| Dagobert                  | Martin Seifert      | Forgács Gábor   |
| Susanne Martin            | Winnie Böwe         | Zakariás Éva    |
| Holger Martin             | Fabian Buch         | Makray Gábor    |
| Freddy                    | Max von der Groeben | Nikas Dániel    |
| Francois                  | Tilman Pörzgen      | Baráth István   |
| Urs Nägeli                | Phillip Laude       | Ungvári Gergely |
| Kumpel Köbi               | Benjamin Lutzke     | Jakab Márk      |
| Leo Schmackes             | Kostja Ullmann      | Zámbori Soma    |
| Dr. Krähwinkel            | Michael Wittenborn  | Harmath Imre    |
| Hans Kakmann              | Charly Hübner       | Holl Nándor     |
| Tarik Schmüll             | Emilio Sakraya      | Kilin Bertalan  |
| Dr. "Mókus" Eichhorn      | Detlev Buck         | Kapácsy Miklós  |

## Magyar változat[3]
A szinkront az MTVA megbízásából a Direct Dub Studios készítette.
- Magyar szöveg:Niklosz Krisztina
- Szerkesztő: Német Beatrix
- Hangmérnök és vágó: Papp Krisztián
- Gyártásvezető: Bogdán Anikó
- Szinkronrendező: Vajda István
- Produkciós vezető: Bor Gyöngyi
- Felolvasó: Endrédi Máté

További magyar hangok: Berecz Kristóf Uwe, Berkes Boglárka, Borbíró András, Czető Ádám, Czető Zsanett, Győrfi Laura, Kántor Kitty, Kobela Kíra, Laudon Andrea, Vida Bálint